# Ars memorandi

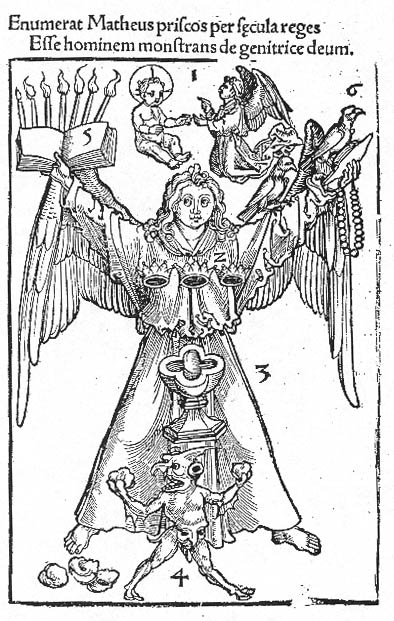
Pierwsza karta z Ewangelii Mateusza

Ars memorandi (pełny tytuł: Ars memorandi notabilis per figuras evangelistarum, czyli Sztuka zapamiętywania za pomocą postaci ewangelistów) – jedna z najpopularniejszych książek blokowych z XV wieku. Pierwsze wydanie datowane jest na ok. 1470 rok i powstało na terenie południowych Niemiec prawdopodobnie w Norymbergi.
Książka była przeznaczona dla kleryków i duchownych. Miała pomóc w zapamiętywaniu zawartości i kolejności rozdziałów czterech ewangelii. Na każdego ewangelistę przypadało kilka kart: na Jana trzy, Mateusza pięć, Marka trzy i Łukasza cztery. Piętnaście drzeworytów było opatrzonych osobną stroną opisu odpowiedniego rozdziału, na który wskazywał atrybut i liczba znajdująca się na obrazie. Atrybutami ewangelistów były odpowiednio: orzeł, człowiek, lew i wół, które posiadały dodatkowo skrzydła. Na nich umieszczano małe obrazki z liczbą oznaczająca rozdział.
Na pierwszej karcie, odnoszącej się do ewangelii św. Mateusza, znajduje się człowiek ze skrzydłami. Nad nim widoczny jest Chrystus w towarzystwie anioła i cyfra 1. Zestawienie takie oznaczało, iż w pierwszym rozdziale tej ewangelii jest mowa o narodzinach Chrystusa i o ukazaniu się anioła św. Józefowi. Ten sam człowiek na piersi miał znak trzech koron i cyfrę 2, co miało przypominać adeptowi o pokłonie Trzech Króli w drugim rozdziale. Na wysokości brzucha umieszczona została chrzcielnica z cyfrą trzy, nawiązującą do chrztu Jezusa, a pod nią znajdował się diabeł z kamieniami i z cyfrą 4, co nawiązuje do kuszenia Chrystusa na pustkowiu, opisanego w czwartym rozdziale. W prawej dłoni człowieka znajduje się księga z ośmioma lichtarzami i z cyfrą 5. Ten zestaw symboli nawiązuje do kazania Chrystusa i jego ośmiu błogosławieństw. Na wysokości lewej dłoni widoczny jest bochenek chleba, dwa ptaki i cyfra 6, co nawiązuje do przypowieści o ptakach, które nie sieją, a żyją. Piętnaście takich drzeworytów w swojej kompozycji ujmuje treść wszystkich czterech ewangelii.
Do obecnych czasów przetrwały jedynie trzy wydania anopistograficzne (przeciwieństwo opistografu) i trzy wydania ksylograficzne z podobnymi do siebie grafikami. Pierwsza edycja została wydana w formie 2° (287 x 201 mm) i posiadała 30 stron. 